# Элли Паркер
«Э́лли Па́ркер» — американская независимая малобюджетная драма с элементами комедии, вышедшая в 2005 году. Фильм снят актёром и режиссёром Скоттом Коффи, который выступил также как сценарист, продюсер, оператор и исполнитель одной из ролей. В заглавной роли — Наоми Уоттс, также продюсировавшая картину.

## Сюжет
Начинающая австралийская актриса Элли Паркер ищет работу в Голливуде. Её дни состоят из походов на кастинги и прослушивания, где её актёрские данные хвалят и обещают перезвонить, однако потом так и не звонят. Бойфренд Элли Джастин тем временем сидит дома и сочиняет рок-песни, играя на электрогитаре. Лучшая подруга Элли Сэм ходит с ней вместе на актёрские курсы, однако в большей степени интересуется дизайном.
Во время одной из поездок по городу в машину Элли врезается машина парня по имени Крис, который представляется кинооператором. Они обмениваются телефонами. Вернувшись домой, Элли застаёт Джастина в постели с девушкой, которая проводила кастинг. Элли и Джастин на этом расстаются.
Однажды Элли и Сэм заезжают в магазин дизайнерских вещей, владельцем которого оказывается Крис, который, однако, сначала говорит, что он брат-близнец Криса. Позже Крис догоняет машину и просит прощения за обман (он не хотел, чтобы Элли узнала что он на самом деле не оператор), а также приглашает Элли на концерт знакомой группы. Наутро после концерта, где Элли сильно напивается, она просыпается в машине Криса на окраине города.
После безуспешных попыток получить роль Элли задумывается о своём будущем и решает бросить актёрство, о чём сообщает своему агенту. Дома она звонит друзьям, которых давно не видела, и зовёт в гости, говоря, что теперь чувствует себя свободной. К ней приходит Крис, с которым они вскоре оказываются в постели. Однако Крис признаётся, что теперь он окончательно убедился в том, что он гей. Элли прогоняет его.
Элли звонит агент и говорит, что есть ещё одно предложение по кастингу. Она идёт на прослушивание в номер гостиницы, где видит знакомого ей ранее режиссёра и девушку по кастингу в компании подвыпивших русских. Не понимая, попала ли она на действительный кастинг или её разыгрывают, Элли прочитывает свою роль и уходит.

## В ролях
- Наоми Уоттс — Элли Паркер
- Ребекка Ригг — Сэм
- Марк Пеллегрино — Джастин
- Скотт Коффи — Крис
- Дженнифер Сайм — девушка-ассистентка по кастингу
- Блэр Мастбаум — Смэш Джексон
- Ким Фэй — психотерапевт Элли
- Джоанна Рэй — агент по кастингу
- Чеви Чейз — Деннис, агент Элли
- Киану Ривз — участник рок-группы Dogstar (в роли самого себя)
- Виктория Смирнова — девушка в компании русских
- Сергей Бугаев — парень в компании русских
- Сайрус Пехлеви — парень в компании русских
- Уит Крэйн — парень с актерских курсов

## История
Скотт Коффи и Наоми Уоттс познакомились ещё во время съёмок фильма «Танкистка» (1995), где они оба играли. В дальнейшем они стали друзьями. Первый вариант фильма про Элли Паркер был 16-минутной короткометражкой, показанной на фестивале «Сандэнс» в 2001 году. В последующие годы Коффи и Уоттс сняли на её основе полнометражный фильм. Таким образом, в целом работа над фильмом заняла пять лет. Для съёмок Коффи использовал ручную цифровую камеру.
Фильм 2005 года был показан 21 января на фестивале «Сандэнс», 9 июня на фестивале в Сиэтле, а 11 ноября вышел в ограниченный прокат в США.
В фильме роль второго плана сыграла актриса Дженнифер Сайм, погибшая в 2001 году. Этой актрисе посвящён фильм Дэвида Линча «Малхолланд Драйв», главную роль в котором сыграла Наоми Уоттс, а в ролях второго плана были заняты Скотт Коффи и Марк Пеллегрино. В одной из сцен фильма «Элли Паркер» героиня Уоттс проходит мимо постера фильма «Малхолланд Драйв».
Не все роли в фильме исполняют профессиональные актёры: так, в роли молодого режиссёра Смэш Джексона выступил писатель Блэр Мастбаум, а роль агента по кастингу сыграла Джоанна Рэй, которая в жизни является агентом по кастингу (в большинстве фильмов Дэвида Линча).

## Награды и номинации
- 2005 — Кинофестиваль в Сиэтле, специальный приз жюри за новое американское кино (Скотт Коффи)
- 2005 — Кинофестиваль в Сиэтле, почётное упоминание в номинации «Новое американское кино» за исполнение главной роли (Наоми Уоттс)
- 2005 — Кинофестиваль Санденс, номинация на гран-при за лучший художественный фильм (Скотт Коффи)

## Дополнительные факты
- В небольших камео в фильме появляются Киану Ривз, Сергей Бугаев и Уит Крэйн (лидер группы Ugly Kid Joe).
- Во время ночной прогулки по городу после концерта Элли декламирует стихи из вступления к пьесе Шекспира «Генрих V»[источник не указан 111 дней]:

О, если б муза вознеслась, пылая,

На яркий небосвод воображенья,

Внушив, что эта сцена — королевство.

Актёры — принцы, зрители — монархи!